# Advance Wars 2: Black Hole Rising
Advance Wars 2: Black Hole Rising är ett turordningsbaserat strategispel utvecklat av Intelligent Systems och utgivet av Nintendo till Game Boy Advance. Spelet ingår i spelserien Nintendo Wars, och är det andra i underserien Advance Wars. Det lanserades 24 juni i Noramerika och släpptes senare 10 juli i Australien och 3 oktober 2003 i Europa. I Japan släpptes spelet i paket tillsammans med det första spelet i serien, Advance Wars, 24 november 2004.